# Bársony Farkas
Dr. Bársony Farkas (Pécs, 1966. szeptember 20. –) cégvezető, üzletember, jogász, adótanácsadó, közgazdász, a Sharity Zrt. vezérigazgatója és az Amerikai Kereskedelmi Kamara egykori elnöke. A GE Hungary volt ügyvezető igazgatója. 2018-ban Magyarország 42. legbefolyásosabb embere.

## Pályafutása
1986 és 1994 között a Pécsi Tudományegyetemen szerzett jogi és közgazdasági diplomákat, majd MBA végzettséget. 1989–1990-ben az Amerikai Egyesült Államokban, az Indiana University of Pennsylvania (IUP) ösztöndíjas hallgatójaként közgazdaságtant, üzleti jogot és marketinget tanult. 2003-ban a bécsi Wirtschaftsuniversität-en (WU) nemzetközi adójogból szerzett LL.M. fokozatot.
1995–1996 között az Arthur Andersen tanácsadó cégnél dolgozott pénzügyi jogászként, majd évekkel később a PwC-nél partnerként (2018–2019) folytatta tanácsadói szakmai pályafutását. A GE (General Electric) Industrial Solutions-nél az elsők között került magyarként globális pozícióba szakterületén, miközben a 2000-es évektől több hazai GE vállalat magyarországi ügyvezető igazgatója is volt 2017-ig. A GE-ben a speciális pénzügyi és vezetői tréningjeit a Jack Welch Leadership Development Campus-on végezte Crotonville, New York államban. 
2019 óta board tagként segíti a KONDOR Global tanácsadó cég munkáját. Jelenlegi vállalkozása társalapítóként, a régió első társadalmi hasznosságú /impact/ befektetői között a Sharity Zrt.. A vállalat mint az ügyvezérelt cégek egyik hazai úttörője, egy innovatív, hazai és nemzetközi díjnyertes digitális platformot (applikáció és web) fejlesztett ki, amely fenntarthatósági célok támogatását köti össze konkrét üzleti tevékenységekkel (mint pl. reklámok, hirdetések, céges kommunikáció) – mérhető, fenntarthatósági jelentéseket segítő módon. A Sharity app révén érik el a pozitív társadalmi hatást a helyi közösségekben, a Sharity Transzparencia Standardot vállaló civil szervezeteken keresztül. 2025-ben csatlakozott a 3rdGEN Tanácsadói Közösséghez is mint tanácsadó, nagykövet. 
2016 és 2020 között az Amerikai Kereskedelmi Kamara elnöke volt, és tagja lett a pénzügyminiszter által vezetett Nemzeti Versenyképességi Tanácsnak is. 2022-től 2025-ig a United Way Magyarország, 2023-tól 2025-ig pedig - mint Magyarország egyik első társadalmi hasznosságú befektetője - a Társadalmi Hasznosságú Befektetők Egyesületének (ma Impact CEE) elnökségi tagja. 2017-ben a Magyar Érdemrend lovagkeresztjével tüntették ki, a magyar–amerikai gazdasági kapcsolatok építésében betöltött két évtizedes szerepvállalásának elismeréseként. Business Personality of the Year (2023) címet kapott a Business Awards/Hungary-tól, a Sharity pedig TOP10-es hazai innováció lett 2024-ben. A World Summit Award (WSA) pedig a legjobb magyar digitális megoldás címet nyerte el 2022-ben. 
A TRANSZFAIRÁR (2020) és a TRANSFAIR PRICE (2021) könyvek társszerzője a KONDOR kiadásában.

## Civil és társadalmi szerepvállalásai
- Magyar Marketing Szövetség Impact tagozatának elnöke (2024 - )
- Menedzser Alapítvány kuratóriumának elnöke (2024 - )
- Amerikai Kereskedelmi Kamara elnöke (2016-2020)
- Nemzeti Versenyképességi Tanács tagja (2016-2021)
- Társadalmi Hasznosságú Befektetők Egyesületének elnökségi tagja (2023-2025)
- United Way Magyarország elnökségi tagja (2022- 2025)
- Magyar Labdarúgó Szövetség Pest Vármegye Igazgatóság (MLSZ PMI) Társadalmi Elnökségének tagja (2010 - )

## Elismerései
- A Magyar Érdemrend lovagkeresztje (2017)[7]